# Jaroslav Lindauer
Jaroslav Lindauer (15. března 1904 – 1967) byl český a československý politik za Československou sociální demokracii, po roce 1948 za KSČ, poslanec Prozatímního a Ústavodárného Národního shromáždění a Národního shromáždění ČSR.

## Biografie
Vyučil se obchodním příručím. Po roce 1945 působil jako ředitel nákupního družstva pro železářské zboží v Praze-Nuslích.
V letech 1945–1946 byl poslancem Prozatímního Národního shromáždění za ČSSD (respektive jako reprezentant Ústřední rady odborů). Po parlamentních volbách v roce 1946 se stal poslancem Ústavodárného Národního shromáždění, opět za sociální demokraty. Ve volbách do Národního shromáždění roku 1948 se stal poslancem Národního shromáždění za sociální demokraty zvoleným ve volebním kraji Plzeň. V červnu 1948 po splynutí ČSSD a KSČ přešel do poslaneckého klubu komunistů. V Národním shromáždění setrval do voleb v roce 1954.
Během únorového převratu v roce 1948 patřil k levicové frakci sociální demokracie loajální vůči KSČ, která v sociálně demokratické straně převzala moc. V březnu 1948 byl generálním tajemníkem Akčního výboru Národní fronty v parlamentu. Podílel se na politické likvidaci svých stranických kolegů. V jiném pramenu je uváděno, že se po převratu roku 1948 stal novým generálním tajemníkem sociální demokracie.
Po sloučení sociální demokracie s komunisty byl v červnu 1948 kooptován do Ústředního výboru Komunistické strany Československa.